# April (Film)
April (georgisch აპრილი) ist ein Spielfilm von Dea Kulumbegaschwili aus dem Jahr 2024. Das Drama handelt von einer Ärztin, die in der ostgeorgischen Provinz heimlich Schwangerschaftsabbrüche durchführt. Die Hauptrolle übernahm Ia Suchitaschwili. Die Koproduktion zwischen Georgien, Frankreich und Italien wurde Anfang September 2024 beim Filmfestival von Venedig uraufgeführt.

## Handlung
Nina arbeitet als Gynäkologin und Geburtshelferin in einem kleinen Provinzkrankenhaus im Osten Georgiens. Sie nimmt ihren Beruf als Ärztin sehr ernst und ist dem Hippokratischen Eid bedingungslos verpflichtet. Die ledige Frau zeichnet sich durch viel Einfühlungsvermögen aus, hat aber Schwierigkeiten, persönliche Bindungen aufzubauen. Eine Affäre unterhielt sie einst mit ihrem Arbeitskollegen David. Daher führt Nina ein karges Leben am Fuße des Großen Kaukasus. In ihrer Freizeit führt sie heimliche Abtreibungen für verzweifelte schwangere Frauen durch. Gelegentlich liest Nina auf der Landstraße Männer für flüchtige sexuelle Begegnungen auf.
Als eines Tages ein Baby kurz nach der Geburt im Krankenhaus verstirbt, werden Gerüchte über Ninas illegal durchgeführte Praktiken laut. Als die Gerüchte die Krankenhausverwaltung erreichen, werden Ermittlungen gegen sie eingeleitet. Obwohl sie bei David und auch beim Chefarzt volles Vertrauen genießt, nimmt der Druck auf das Krankenhaus zu. Ninas schlechter Ruf droht auf die Klinik zurückzufallen. Sie droht alles zu verlieren.
Die Spielfilmhandlung wird durch Sequenzen unterbrochen, in der eine monströse, gesichtslose, menschenähnliche Gestalt zu sehen ist. Als wiederkehrendes Motiv sucht sie die Räume heim, in denen Nina lebt.

## Hintergrund

Dea Kulumbegaschwili bei der Präsentation ihres Films in Venedig (2024)

April ist der zweite Spielfilm der georgischen Regisseurin und Drehbuchautorin Dea Kulumbegaschwili nach ihrem vielfach preisgekrönten Debüt Beginning (2020). Die ursprünglichen Arbeitstitel des Projekts lauteten Historia beziehungsweise Those Who Find Me. Kulumbegaschwili kehrte für die Dreharbeiten erneut in die Stadt Lagodechi zurück, in der sie aufgewachsen war. Auch vertraute sie wieder auf ihre vorherigen Produzenten Ilan Amouyal und David Zerat von der in Paris ansässigen Firma First Picture sowie auf Kameramann Arseni Chatschaturan. Für die Hauptrolle der Nina verpflichtete sie erneut ihrer Beginning-Hauptdarstellerin Ia Suchitaschwili. In weiteren Rollen sind unter anderem Katcha Kinsuraschwili als früherer Geliebter David sowie Merab Ninidse als Oberarzt zu sehen.
Neben der Gesellschaft First Picture traten Luca Guardagnino (Frenesy), Francesco Melzi d’Eril, Gabriele Moratti und Alexandra Rossi (Memo Films) sowie Erzil Gelovani vom Independent Film Project als Produzenten auf. Um den internationalen Vertrieb kümmert sich das Unternehmen Goodfellas.

## Rezeption

### Veröffentlichung
April wurde in die Programme dreier wichtiger Herbst-Filmfestival aufgenommen. Die Premiere erfolgte am 5. September 2024 auf dem 81. Filmfestival von Venedig, wo das Werk in den Hauptwettbewerb eingeladen wurde. Weitere Präsentationen finden im selben Monat auf den Filmfestivals von Toronto und San Sebastián als Abschlussfilm der Sektion Zabaltegi-Tabakalera statt. Auch die im folgenden Oktober stattfindenden Festivals von London und New York nahmen April in ihre Programme auf.

### Kritiken
Nach der Uraufführung in Venedig pries die internationale Filmkritik mehrheitlich den Film und sah ihn zum Teil als möglichen Anwärter auf den Hauptpreis des Festivals an.

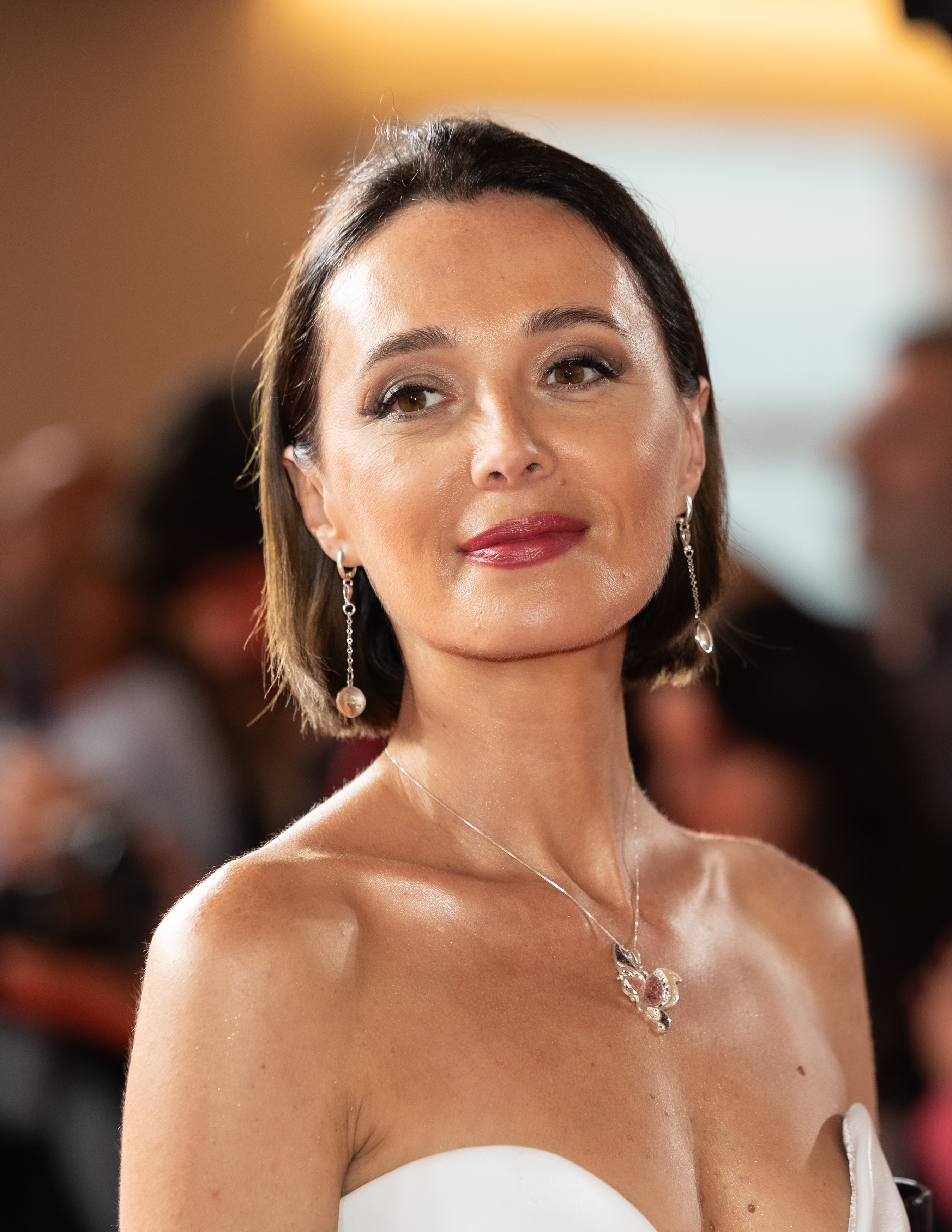
Ia Suchitaschwili übernahm die Hauptrolle der Nina

Wendy Ide vom britischen Branchendienst ScreenDaily lobte April als „ein beeindruckendes, trotzig esoterisches Werk“, das vom „Publikum beträchtliche Anstrengungen“ abverlange, was sich aber lohne, so die Kritikerin. Mit ihrer „formal mutigen und intellektuell anspruchsvollen Fortsetzung ihres Regiedebüts Beginning“ nehme Déa Kulumbegashvili „ihren Platz neben einigen der anspruchsvolleren Autorenfilmer des Arthouse-Spektrums ein“. Die „Charakterstudie einer ehrgeizigen, engagierten Frau“ versuche „eher, etwas anzudeuten, als es zu zeigen“. Ide zog Vergleiche zu den Werken Michael Hanekes und Angela Schanelecs sowie zu Jonathan Glazers Under the Skin. Es sei kein Film, „der nach kommerziellem Durchbruchpotenzial“ schreie. Kulumbegashvilis Werk werde aber bei den folgenden Filmfestivals „auf ein offenes Publikum“ sowie auf Verleiher stoßen, „die nach hochwertigen Arthouse-Titeln Ausschau halten“. Ide hob insbesondere die „eindrucksvolle musikalische Klanglandschaft“ von April sowie die „spärliche“ und „unbehagliche“ Filmmusik von Matthew Herbert hervor.
Der Brite Peter Bradshaw (The Guardian) vergab vier von fünf möglichen Sternen und pries den Film als „ergreifendes Abtreibungsdrama“. Es handle sich um „eine zutiefst beunruhigende Meditation über Sexualität und Grenzüberschreitung“. Kulumbegaschwili entwickle in ihrem zweiten Spielfilm „ihre eigene […] Filmsprache“. April enthalte wie Beginning „ausgedehnte statische Einstellungen, lange Aufnahmen, in denen Menschen in weiter Ferne unhörbare, aber wichtige Gespräche führen“. Auch seien „explizite Momente der Gewalt“ enthalten, „deren Schock durch seltsam erhabene, wenn auch bizarre visionäre Sequenzen gemildert und kompliziert“ werde. Bradshaw erwähnte das Vorhandensein von „seltsamen stummen Szenen“, „in denen offene Landschaften und düstere Innenräume von einem verzerrten Geist oder Monster heimgesucht zu werden scheinen“, die ihn überraschten. Im Vergleich zu anderen Abtreibungsfilmen wie Das Ereignis (2021), 4 Monate, 3 Wochen und 2 Tage (2007) oder Vera Drake (2004) sei April „viel distanzierter und emotionsloser“. Die „Stärke“ des Films liege darin zu zeigen, „wie illusionär die Idee der Moderne“ sei. Trotz „moderner medizinischer Techniken“ könne keine „sichere, hygienische Geburt“ garantiert werden. Es herrschten „dieselben alten männlichen Einstellungen und Vorurteile – im Grunde unverändert über Jahrhunderte“. „Die Körper der Frauen“ seien „den Männern ausgeliefert, und Ninas Widerstand dagegen“ sei „auch eine qualvolle und selbstquälerische Art der Unterwerfung“, so Bradshaw. Die „zutiefst unter sexuellen Funktionsstörungen“ weibliche Hauptfigur erinnerte ihn an Hanekes Die Klavierspielerin (2001).
Savina Petkova vom Online-Filmmagazin Cineuropa sah „einen starken Goldenen-Löwen-Anwärter“, der sich durch „seine sichere Vision, Singularität und Tiefe“ hervorhebe. Vor allem die Szenen mit der geheimnisvollen Gestalt („eine nackte, fleischige, weibliche Figur“) und die im Film gezeigte Geburt seien unvergesslich. April sei ein Werk, „mit dem wir leben und atmen sollen“. Die Themen „Frühling, Boden, Fruchtbarkeit und den Monat April“ und „Frauenkörper, jung und nicht so jung, ihre Schwangerschaften und Abtreibungen, ihr Geschlecht und ihre Unruhe“ würden durch das Werk „fließen“, es aber „zumindest nicht im strengen Erzählsinn“ vorantreiben. Petkova lobte auch die Kameraarbeit von Arseni Chatschaturan, die den Film „zu einem eigenen“ Kosmos mache.
Tobias Kniebe (Süddeutsche Zeitung) rezensierte den Film als keine „angenehme Kinoerfahrung“, „aber eben doch eine faszinierende“. Kulumbegaschwilis „Kinostimme“ könne „spontan in keinerlei Kategorie“ eingeordnet werden, die es schon gebe. Kniebe erwähnte wie Petkova die „lange, ungeschnittene, nicht leicht zu verkraftende Geburts- und Abtreibungsszenen“. Der weibliche „Wasserleichen-Geist“ erinnerte ihn an Stanley Kubricks Shining (1980).
Laut Tim Caspar Boehme (die tageszeitung) gehörte April zu den wenigen Beiträgen im Wettbewerb von Venedig, der künstlerisch etwa ausprobiere. Der Film arbeite „mit dem Kontrast zwischen großer Künstlichkeit bei den Interaktionen der beteiligten Personen einerseits und der Rauheit der weitläufigen Landschaft andererseits“. Die „Sprödigkeit“ der Inszenierung gemeinsam „mit ein paar Ideen, die nicht recht zünden“, habe „etwas arg Bemüthes“, so Boehme. Er bedauerte den Einsatz der von der Handlung losgelösten „Gestalt in faltiger Haut und ohne Gesicht“, die wenig Wirkung erziele. Dabei habe April „zusätzlich zu seinem Thema eigentlich viel, das für“ den Film spreche.

## Auszeichnungen
Für April erhielt Dea Kulumbegaschwili eine Einladung in den Wettbewerb um den Goldenen Löwen, den Hauptpreis des Filmfestivals von Venedig. Dort erhielt sie den Spezialpreis der Jury zuerkannt.
Ebenfalls ist das Werk für den Premio Zabaltegi-Tabakalera des Filmfestivals von San Sebastián und im Hauptwettbewerb des London Film Festivals vertreten.